# 프로그램 내장식 컴퓨터
프로그램 내장식 컴퓨터(stored-program computer) 또는 프로그램 내장식 전산기는 전자식 기억 장치에 프로그램 명령어를 저장하는 전산기이다. 축적 프로그램용 컴퓨터, 내장 프로그램 컴퓨터라고도 부른다. 이를 이용한 방식을 프로그램 내장 방식이라고 한다.
폰 노이만 구조는 프로그램 데이터와 명령어 데이터를 같은 메모리에 저장하는 프로그램 내장컴퓨터이다. 하버드 아키텍처는 프로그램과 데이터를 저장하기 위한 별도의 기억 장치들을 지니고 있다.
아타나소프-베리 컴퓨터와 같은 수많은 초기 컴퓨터들은 다시 프로그래밍을 할 수 있는 기능이 없었다. 이들은 사용자가 짜넣을 수 없는 하나의 프로그램을 실행하였다. 이들이 프로그램 명령어가 아닌 까닭에 프로그램 내장 방식은 필요하지 않았다. 프로그래밍을 할 수 있는 다른 컴퓨터들은 이들의 프로그램을 필요할 때마다 천공 테이프에 저장하였다.
맨체스터 대학교의 SSEM은 세계 최초의 프로그램 내장식 컴퓨터이다. 맨체스터 마크 1은 또 다른 초기 프로그램 내장식 컴퓨터이다.